# Trofa
Trofa este un oraș în Districtul Porto, Portugalia.